# Sylvia Ratnasamy
Sylvia Ratnasamy, née en 1976, est une informaticienne belgo-indienne. 
Elle est connue pour sa conception de la table de hachage (DHT). Elle a reçu le ACM Grace Murray Hopper Award en 2014 grâce à cette invention. Elle travaille comme professeure à l'Université de Californie à Berkeley.

## Biographie
Sylvia Ratnasamy reçoit son baccalauréat d'Ingénierie à l'Université de Pune en 1997[réf. nécessaire].
Elle commence à travailler à l'Université de Berkeley pour son doctorat, pendant un certain temps elle travaille à la ICSI (International Computer Science Institute). Elle obtient son doctorat de l'Université de Berkeley en 2002.
Pour sa thèse de doctorat, elle a conçu et mis en œuvre une table de hachage distribuée originale.
Sylvia Ratnasamy est chercheuse principale chez Intel Labs jusqu'en 2011, date à laquelle elle commence à travailler comme professeure adjointe à l'UC Berkeley. Ces dernières années, Sylvia a concentré ses recherches sur les réseaux programmables[réf. nécessaire].

## Prix
- Grace Murray Hopper Award (2014)[2]
- ACM SIGCOMM Test-of TIme Award (2011)[3]
- ACM SIGCOMM Rising Star Award (2017) [4]